# Martin Hollý
Martin Hollý mladší (11. srpna 1931 Košice – 18. března 2004 Bratislava) byl slovenský filmový a televizní režisér a scenárista. Byl synem slovenského herce a divadelního režiséra Martina Hollého staršího.

## Život a práce
V letech 1951–1953 studoval režii na FAMU v Praze. Toto studium nedokončil a začal pracovat ve Studiu krátkých filmů Bratislava (1953–1957). V letech 1958–1961 působil jako asistent režie na Barrandově. Od roku 1962 pracoval jako režisér Slovenského filmu v Bratislavě.

## Filmografie
televize
- Sudca a jeho kat (1966)
- Balada o siedmich obesených (1968) – oceněný na MTTF v Monte Carlu a na festivalu v Sorrentu
- Bašta (1969)
- A. C. Dupin zasahuje (1970)
- Stroskotanie Danubia (1977)
- Amok (1977)
- Zámek v Čechách (1993)
- Na lavici obžalovaných justice – seriál ČT (1998)

film
Celovečerní filmy pro kina začal natáčet v roce 1962. V posledních letech svého života se věnoval zejména dabingu, působil i jako tvůrce dokumentárních profilů z cyklu Tucet.

## Ocenění
- 1982 mu byl udělen titul zasloužilý umělec
- 2001 byl oceněn Zlatou kamerou na MFF Art Film Trenčianske Teplice

## Filmografie
- 1962: Havrania cesta
- 1964: Prípad pre obhajcu
- 1966: Jeden deň pre starú paniu
- 1970: Medená veža
- 1971: Orlie pierko
- 1973: Hriech Kataríny Padychovej
- 1974: Kto odchádza v daždi...
- 1975: Horúčka
- 1977: Súkromná vojna
- 1979: Smrť šitá na mieru
- 1980: Signum laudis
- 1981: Noční jazdci
- 1982: Soľ nad zlato
- 1983: Mŕtvi učia živých
- 1985: …nebo být zabit
- 1987: Zuřivý reportér
- 1988: Lovec senzací
- 1989: Právo na minulosť
- 1990: Tichá bolest
- 1995: Cesta peklem